# Polarografia
A polarografia é uma técnica eletroanalítica baseada na intensidade da corrente em função do potencial aplicado no eletrodo indicador. A principal técnica emprega eletrodos de mercúrio devido a vantagens inerentes do elemento químico. A técnica tem ampla aplicação em várias áreas da química e tem como uma de suas vantagens a determinação de duas espécies químicas numa única análise. A técnica foi desenvolvida por Jaroslav Heyrovsky, o qual recebeu o prêmio nobel de química em 1959 pela descoberta e desenvolvimento da mesma.